# Marco Gómez (futbolista)
Marco Andrés Gómez Muzzatti (Maracaibo, Estado Zulia, Venezuela; 19 de abril del 2000) es un futbolista venezolano que juega como defensa y actualmente se encuentra sin equipo.

## Trayectoria

### Zulia FC
Hizo las categorías inferiores en dicho club; gracias a sus buenas impresiones en ellas, debutó con el primer equipo del Zulia FC el 5 de octubre de 2016 en Copa Venezuela en el partido de vuelta de las semifinales ante Deportivo Lara, ingresando de cambio y jugando 15 minutos. Para el año 2017, gracias a sus buenas presentaciones con su equipo, fue convocado y participó en el Campeonato Sudamericano Sub-17, pero no logró disputar un juego en dicha competición; luego de eso Gómez ha sido regular en su club, jugando como Juvenil Regla.

## Selección nacional

### Campeonato Sudamericano Sub-17
| Sudamericano Sub-17 | Sede  | Resultado    | Partidos | Goles | Asistencias |
| ------------------- | ----- | ------------ | -------- | ----- | ----------- |
| Sudamericano 2017   | Chile | Quinto lugar |          |       |             |

### Campeonato Sudamericano Sub-20
| Sudamericano Sub-20 | Sede  | Resultado   | Partidos | Goles | Asistencias |
| ------------------- | ----- | ----------- | -------- | ----- | ----------- |
| Sudamericano 2019   | Chile | Sexto lugar | 1        | 0     | 0           |

## Clubes
| Club     | País      | Año        | Partidos | Goles |
| -------- | --------- | ---------- | -------- | ----- |
| Zulia FC | Venezuela | 2016 - Act | 14       |       |

## Palmarés

### Campeonato Nacionales
| Título          | Club     | País      | Año  |
| --------------- | -------- | --------- | ---- |
| Copa Venezuela  | Zulia FC | Venezuela | 2016 |
| Torneo Clausura | Zulia FC | Venezuela | 2016 |
| Copa Venezuela  | Zulia FC | Venezuela | 2018 |